# Парамиксовирусы
Парамиксови́русы (лат. Paramyxoviridae) — семейство вирусов из порядка Mononegavirales.

## Вирионы
Вирионы имеют сферическую или плеоморфную форму, диаметр 150—200 нм.

## Геном
Геном представлен однонитевой нефрагментированной (-)РНК, что сильно ограничивает сопротивляемость к мутации. Жизненный цикл вирусов парагриппа проходит в цитоплазме клетки, так как, в отличие от вирусов гриппа, парамиксовирусы не нуждаются в затравочной мРНК для своей транскрипции.

## Таксономия
До 2016 года семейство парамиксовирусов разделяли на два подсемейства: Paramyxovirinae и Pneumovirinae. В мае 2016 года второе из них повысили в ранге до семейства Pneumoviridae, перенеся в порядок Mononegavirales, а первое — удалили, включив все его роды непосредственно в семейство Paramyxoviridae.
В марте 2017 года изменили (латинизировали) научные названия большинства видов, входящих в семейство.

## Классификация
На июль 2021 года в семейство включают 17 родов, большая часть из которых объединена в 3 подсемейства:
- Подсемейство Avulavirinae
  - Род Metaavulavirus (11 видов)
  - Род Orthoavulavirus (9 видов)
    - Avian orthoavulavirus 1 [syn. Newcastle disease virus] — Вирус болезни Ньюкасла[7]

  - Род Paraavulavirus (2 вида)
- Подсемейство Metaparamyxovirinae
  - Род Synodonvirus (1 вид)
- Подсемейство Orthoparamyxovirinae
  - Род Aquaparamyxovirus (2 вида)
  - Род Ferlavirus (1 вид)
  - Род Henipavirus — Генипавирусы[8] (5 видов)
    - Hendra henipavirus [syn. Hendra virus] — Вирус Хендра
    - Nipah henipavirus [syn. Nipah virus] — Вирус Нипах

  - Род Jeilongvirus (7 видов)
  - Род Morbillivirus (7 видов)
  - Род Narmovirus (4 вида)
  - Род Respirovirus (7 видов)
    - Human respirovirus 1 [syn. Human parainfluenza virus 1] — Вирус парагриппа человека 1 типа[8]
    - Human respirovirus 3 [syn. Human parainfluenza virus 3] — Вирус парагриппа человека 3 типа[8]
    - Murine respirovirus [syn. Sendai virus] — Вирус Сендай

  - Род Salemvirus (1 вид)
- Подсемейство Rubulavirinae
  - Род Orthorubulavirus (8 видов)
    - Human orthorubulavirus 2 [syn. Human parainfluenza virus 2] — Вирус парагриппа человека 2 типа[8]
    - Human orthorubulavirus 4 [syn. Human parainfluenza virus 4] — Вирус парагриппа человека 4 типа[8]
    - Mammalian orthorubulavirus 5 [syn. Parainfluenza virus 5] — Вирус парагриппа обезьян[9]
    - Mumps orthorubulavirus [syn. Mumps virus] — Вирус эпидемического паротита[2][8]

  - Род Pararubulavirus (10 видов)
- Роды incertae sedis
  - Род Cynoglossusvirus (1 вид)
  - Род Hoplichthysvirus (1 вид)
  - Род Scoliodonvirus (1 вид)

## Парамиксовирусные инфекции
Представители этого семейства вирусов вызывают несколько заболеваний как у человека, так и у домашних и диких животных. Ниже перечислены часть из них.

| Человека - Корь - Парагрипп - Эпидемический паротит (свинка) | Животных - Болезнь Ньюкасла - Парагрипп обезьян - Чума крупного рогатого скота - Чума мелких жвачных - Чума плотоядных - Чума тюленей |